# Helena Uhlířová
Helena Uhlířová, provdaná Helena Škardová (* 26. prosince 1952), byla česká a československá politička a bezpartijní poslankyně Sněmovny národů Federálního shromáždění za normalizace.

## Biografie
K roku 1976 se profesně uvádí jako mechanička. Ve volbách roku 1976 usedla do české části Sněmovny národů (volební obvod č. 25 - Karlovy Vary, Západočeský kraj). Ve Federálním shromáždění setrvala do konce funkčního období, tedy do voleb roku 1981.